# بينيتو إراولا رومانو
بينيتو إراولا رومانو (بالإنجليزية: Benito Romano)‏ هو محامي أمريكي، ولد في 1950 في نيويورك في الولايات المتحدة.